# 夏邑县
夏邑县在中国河南省东部，是商丘市下辖的一个县，地处豫鲁苏皖四省交界，面积1481平方公里，人口123.06万。縣人民政府駐縣府西路399號。

## 历史沿革
夏邑，古称栗城。战国时，设置下邑，属楚。秦置栗县和祁乡县，皆属砀郡，今安徽境内。西汉初，新置建平县。后，栗、祁乡、建平3县皆为侯国，属沛郡。北朝时，为下邑县，治所迁为今河南夏邑。明代洪武初改为夏邑。

## 人口民族
根據(河南省)商丘市第七次全國人口普查公報顯示：夏邑縣常住人口為896578人，男性人口占比49.27%，女性人口占比50.73%，年齡結構中0-14歲占比26.47%，15-59歲占比53.08%，60歲以上占比20.45%，65歲以上占比15.85%。2020初：戶籍總戶數為44.5102萬戶，戶籍人口123.06萬人，常住人口85.31萬人，常住城鎮人口36.026413萬人。

## 行政区划
夏邑县下辖13个镇、11个乡：
城关镇、会亭镇、马头镇、济阳镇、李集镇、车站镇、杨集镇、韩道口镇、太平镇、罗庄镇、火店镇、北岭镇、郭店镇、曹集乡、胡桥乡、歧河乡、业庙乡、中峰乡、桑固乡、何营乡、王集乡、刘店集乡、骆集乡和孔庄乡。

## 交通
- 343国道过境。